# Moivre (Marne)
Moivre település Franciaországban, Marne megyében. Lakosainak száma 54 fő (2022. január 1.). Moivre Bussy-le-Repos, Le Fresne, Herpont, Poix és Somme-Yèvre községekkel határos.

## Népesség
A település népességének változása:
| Lakosok száma | 77   | 58   | 57   | 52   | 53   | 59   | 62   | 62   | 59   | 54   |
|               | 1968 | 1982 | 1990 | 2006 | 2013 | 2015 | 2017 | 2019 | 2020 | 2022 |